# 努理使主
努理使主（ぬり の おみ、生没年不詳）は、応神朝に帰化した百済の人物。応神朝に帰化した百済からの渡来人であるが、さらに先祖を遡ると、中国周人であるとする説がある。怒理使主、乃里使主とも。

## 概要
『新撰姓氏録』左京諸蕃に名前のある「調連（つきのむらじ）」は、努理使主の子孫である。『新撰姓氏録』左京諸蕃によると、努理使主の子孫が蚕を飼い機を織り、絁や絹などを顕宗天皇に献上したため、調首の姓を賜った、とある。
『新撰姓氏録』によると、山城国の民首、水海連、伊部造も努理使主の子孫とされる。